# Luigi Galvani (1938)
Luigi Galvani – okręt podwodny marynarki włoskiej (Regia Marina) typu Brin z okresu II wojny światowej. W służbie od 1939 roku, zatopiony przez brytyjski okręt w Zatoce Omańskiej 24 czerwca 1940 r. na pierwszym patrolu bojowym.

## Budowa
"Luigi Galvani" (potocznie skracany do "Galvani") należał do oceanicznych okrętów podwodnych typu Brin. Był drugim okrętem nazwanym na cześć XVIII-wiecznego fizyka Luigiego Galvaniego. Zbudowany został, podobnie, jak pozostałe cztery jednostki typu, w stoczni Franco Tosi SA w Tarencie. Stępkę pod jego budowę położono 3 grudnia 1936, wodowany był
22 maja 1938, a wszedł do służby 19 lipca 1938.

## Służba
W chwili wstąpienia Włoch do II wojny światowej (10 czerwca 1940) okręt bazował w Massawie w Erytrei, będącej włoską kolonią, nad Morzem Czerwonym, w składzie 81. Dywizjonu Okrętów Podwodnych (oprócz niego: „Galileo Ferraris”, „Galileo Galilei” i „Guglielmotti”). Jego dowódcą był komandor ppor. Renato Spano.
10 czerwca 1940 "Galvani" wypłynął w patrol do Zatoki Omańskiej, gdzie miał atakować zbiornikowce płynące z Zatoki Perskiej. Do wyznaczonego rejonu dotarł 23 czerwca, jednakże nie napotkał żadnych statków, gdyż Brytyjczycy dowiedzieli się o włoskich zamiarach i rejonach patrolowania okrętów z dokumentów zdobytych 19 czerwca na okręcie podwodnym "Galileo Galilei". Co więcej, w poszukiwania "Galvaniego" wysłano niszczyciel HMS "Kimberley" i slup HMS "Falmouth".
Około 2 w nocy 24 czerwca "Galvani" został dostrzeżony przez "Falmouth", który, niezauważony, podpłynął bliżej i po żądaniu identyfikacji nadanym reflektorem Aldisa, otworzył ogień z działa 102 mm. Trafiony w rufę i kiosk okręt podwodny zaczął się zanurzać, kiedy został zaatakowany i poważnie uszkodzony bombami głębinowymi. Na rozkaz dowódcy "Galvani" wynurzył się alarmowo przez szasowanie zbiorników i został opuszczony przez załogę, po czym po około dwóch minutach, o 2.17 zatonął rufą w dół, na pozycji 25°55′N 56°55′E/25,916667 56,916667. Brytyjczycy uratowali 31 osób załogi, w tym 4 oficerów wraz z dowódcą, natomiast zginęło 25 osób, w większości z przedziałów rufowych. Bosmanmat Pietro Venuti, który zamknął uszkodzony przez trafienie z działa skrajny rufowy przedział torpedowy, pozostając w środku i chroniąc okręt od natychmiastowego zatonięcia przy zanurzeniu, został pośmiertnie odznaczony Złotym Medalem za Dzielność (Medaglia d'oro al valor militare).